# Trox tuberculatus
Trox tuberculatus là một loài bọ cánh cứng trong họ Trogidae.

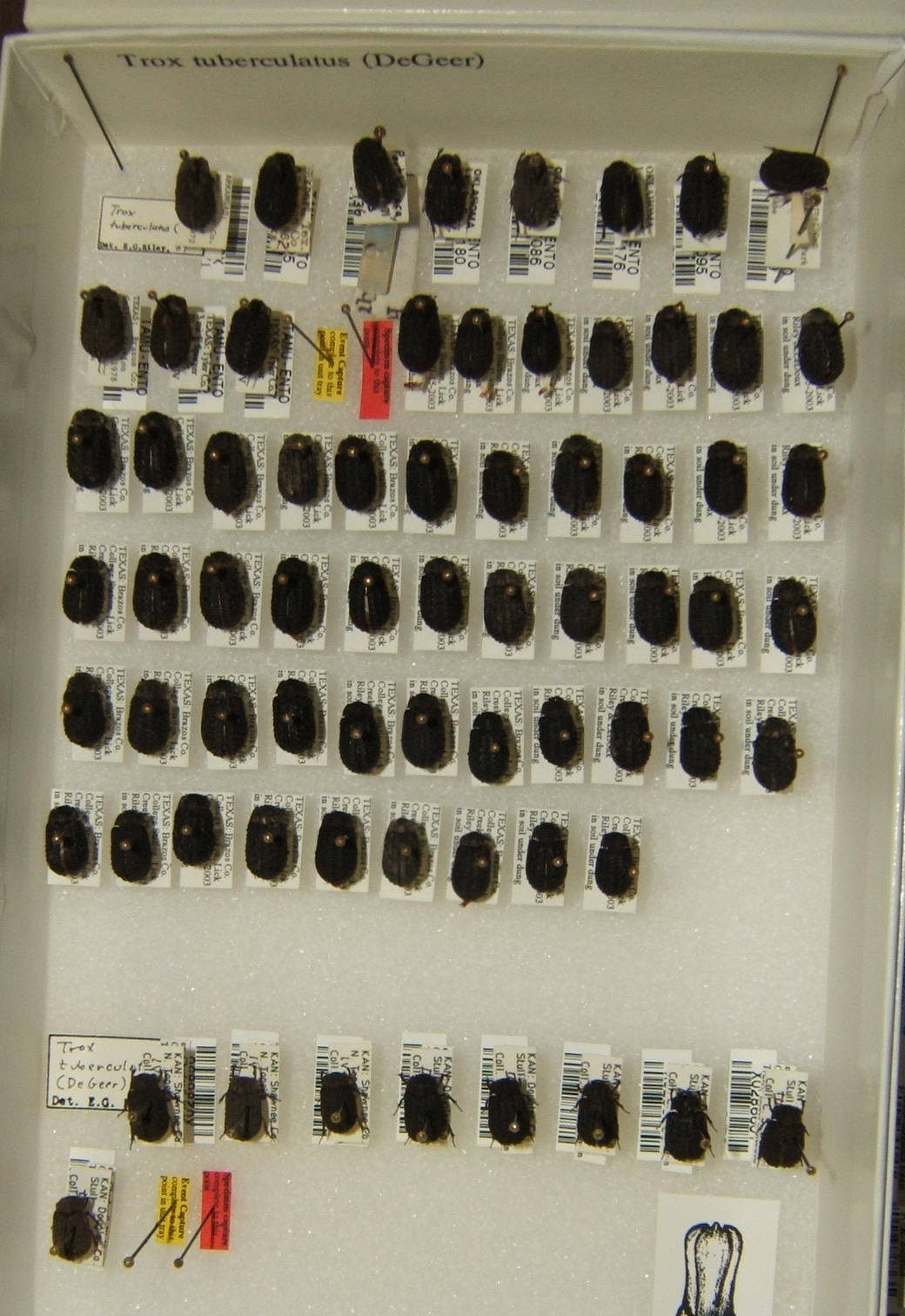
Trox tuberculatus variation